# پیتر هنری امرسون
پیتر هنری امرسون (به انگلیسی: peter henry emerson) - (۱۸۵۶-۱۹۳۶) عکاس انگلیسی است.

## زندگی
در ۱۸۵۶ در مزرعه نیشکر پدرش در کوبا به‌دنیا آمد. او شهر ویلمینگتون در ایالت دلاور آمریکا را که از هشت سالگی در آن به مدرسه می‌رفت ترک کرد و به انگلستان که زادگاه مادرش بود رفت. تحصیلات دانشگاهی خود را در رشته پزشکی در کینگز کالج لندن انجام داد و در ۱۸۷۹ پزشک شد. سپس تحصیلات خود را در کلر کالج کمبریج ادامه داد و پس از آن به بیمارستان کینگز کالج بازگشت و به عنوان دستیار انترن مشغول کار شد. در همین دوران نخستین دوربین عکاسی خود را در ۱۸۸۲ تهیه کرد تا برای رساله پرنده‌شناسی دوستش تصاویری تهیه کند.

## تالیف
پیتر هنری امرسون نخستین کتاب خود را در ۱۸۸۹ با عنوان عکاسی طبیعت‌گرا را ارائه کرد که تحت تأثیر نظرات نقاشان امپرسیونیست قرار داشت. امرسون دو سال پس از منتشر ساختن کتاب عکاسی طبیعت‌گرا در ۱۸۹۰عقاید خود را مورد تجدید نظر قرار داد و آن‌ها را در هجونامه‌ای با عنوان مرگ عکاسی طبیعت‌گرا رد کرد.

## مجموعه عکس‌ها
- زندگی و مناظر منطقه دریاچه‌های نورفوک.
- تصاویر زندگی در صحراها و باتلاق‌ها.
- تصاویر زندگی در دشت‌های آنگلیای شرقی.